# Domaćin (2006.)
Domaćin (eng. The Host; kor. Gwoemul) je južnokorejski fantastični horor s dodirom drame i komedije iz 2006. kojeg je režirao Joon-ho Bong prema vlastitom scenariju, nakon uspjeha svojeg prethodnog filma, triler-drame „Sjećanja na ubojstvo“. Radnja se vrti oko korejske obitelji koja pokušava spasiti svoju kćerku koju je otelo divovsko čudovište koje se skriva u rijeci Han.
Francuski filmski časopis Cahiers du cinéma je "Domaćina" stavio na 3. mjesto na listi najboljih filmova 2006.

## Radnja
Seoul, 2000. Američki znanstvenik u nekom laboratoriju naredio je izljevanje otrovnog Formaldehida u sudoper. Otrov je tako stigao u rijeku Han i stvorio čudnog stvora. 2006. Kang-du Park je nespretni zaposlenik u nekom dućanu svojega oca, djeda Hie-bonga. Kada ga djed ulovi da spava na poslu, pogrdi ga. Kang-du se tek razveseli kada se njegova kćerka Hyun-seo vrati iz škole. Zajedno otiđu u sobu kako bi na televiziji gledali Kang-duovu sestru Nam-ju u natjecanju u strijeljanju. No prije nego što emisija završi, djed ga pozove da dostavi neku narudžbu nekoj mušteriji kraj rijeke. Kang-du ga posluša, no tamo ugleda gomilu kako promatra neko biće, nalik na ogromnog vodozemca, koje visi na mostu. Biće padne u rijeku a ljudi je počnu hraniti bacajući limenke i hranu u vodu. Neki prolaznici zaključe da se radi o dupinu. No onda stvorenje izađe iz rijeke i počne napadati i jesti ljude. U panici, gomila počne bježati a Hyun-seo izađe van da vidi što se događa. Tada je stvorenje otme i pobjegne u rijeku a sve je to vidio Kang-du. Tog dana, svi ljudi koji su izgubili člana obitelji od čudovišta, oplakuju svoje nestale na „sprovodu“ u nekoj dvorani, a među njima su i Kang-du, djed i Nam-ju, koji oplakuju nestanak Hyun-seo. Pojavi se i pijani ujak, Nam-il, te se i on pridruži oplakivanju. Tada se pojavi vojska i sve ljude stavi u karantenu.
No Kang-du tada preko mobitela dobije poziv od Hyun-seo koja mu kaže da je još živa i da joj mora pomoći. Shvativši da im nitko ne vjeruje, Kang-du, djed, Nam-ju i Nam-il pobjegnu iz bolnice i krenu osobno je tražiti na području rijeke Han, koja je skroz evakuirana. Nabave puške, hranu i opremu te se smjeste u prikolici. Naiđu na čudovište, no ono ubije djeda i nestane. Tada se pojavi i vojska i uhiti Kang-dua, dok Nam-ju i Nam-il uspiju pobječi. Istodobno, Hyun-seo je još živa jer čudovište sve ljude koje proguta prvo ispljune u nekom jarku u mostu, da bi ih onda tek kasnije probavilo. Hyun-seo se sakrila u nekoj rupi u zidu te srela dječaka Se-jooa. U laboratoriju Kang-du biva podvrgnut nekoliko pokusa jer znanstvenici smatraju da je možda zaražen virusom čudovišta. No ovaj opet uspije pobjeći i krene prema mostu. Na televiziji na vijestima biva objavljeno da su korejske vlasti uspostavile policijski sat diljem zemlje te da su prihvatile američku pomoć unijevši otrovni kemijski spoj „Žuti agent“ koji bi trebao likvidirati čudovište.
Čudovište se pojavi iz rijeke i policija aktivira Žuti agent, čime je onesvijesti. To iskoristi Kang-du koji iz usta čudovišta izvuče Hyun-seo i Se-jooa, prije nego što se ovo opet probudi. Neki beskućnik, koji je odlučio pomoći Nam-ilu, polije čudovište benzinom a Nam-ju ga zapali s vatrenom strijelom. Kang-du zaustavi čudovište da skoči u rijeku, te ga tako ubije. Godinu dana kasnije, samo Kang-du i Se-joo se nalaze u nekom malom dućanu izoliranom negdje u nekoj zabiti. Gledaju slike rođaka i jedu večeru.

## Glume
- Kang-ho Song - Park Kang-du
- Hie-bong Byeon - Djed Park Hie-bong
- Hae-il Park - Park Nam-il
- Du-na Bae - Park Nam-ju
- Ah-sung Ko - Park Hyun-seo i dr.

## Nagrade i nominacije
| Nagrada        | Kategorija                            | Dobitnik/Nominirani           | Pobjeda |
| -------------- | ------------------------------------- | ----------------------------- | ------- |
| Nagrada Saturn | Najbolji internacionalni film         | Najbolji internacionalni film | Ne      |
| Nagrada Saturn | Najbolja izvedba mladog glumca/glumic | Ko A-Sung                     | Ne      |

- 5 osvojene korejske Blue Dragon nagrade (najbolji sporedni glumac Hie-bong Byeon, nova glumica Ah-sung Ko, osvjetljenje, tehnička nagrada, „Popular Movie Award“) i 6 nominacija (najbolji film, režija, scenarij, glavni glumac Kang-ho Song, sporedna glumica Du-na Bae, fotografija).[2]

## Zanimljivosti
- Uvodna sekvenca u kojoj američki znanstvenik proljeva otrov u rijeku Han zasniva se na stvarnom događaju. 2000. je naime američki vojni civilni zaposlenik McFarland naredio izljevanje Formaldehida u kanalizaciju koja vodi do rijeke Han. Korejske vlasti pokušale su ga uhititi, ali je SAD odbio predati ga, pa je osuđen u odsutnosti.[3] Zanimljivo, zbog toga su vlasti Sjeverne Koreje interpretirale da „Domaćin“ ima antiamerički predznak pa su ga hvalile.[4]
- Scena u kojoj ujak Nam-il udari Kang-dua na sprovodu je bila improvizirana.
- Film je u Hrvatskoj premijerno prikazan u kinu Broadway Tkalča u sklopu „Revije Azijskog filma 2“ od 18. siječnja do 7. veljače 2007.
- Film je u domovini imao 13.019.740 gledatelja u kinima, čime je postao najkomercijalniji korejski film, pobijedivši prethodnog šampiona, povijesnu dramu „Kralj i klaun“.[5]
- Inozemni glumac, Clinton Morgan, je deportiran iz Koreje jer je radom u ovom filmu prekršio članak 20 korejskog imigracijskog zakona, prema kojem stranci ne smiju sudjelovati u aktivnostima koje nisu određene njihovim "sojourn" statusom.

## Produkcija
„Domaćin“ je treći film redatelja Joon-ho Bonga, koji je dobio na raspolaganje budžet od 10 milijardi wona (oko 10 milijuna $), koji je jedan od najvećih u Južnoj Koreji. Ipak, redatelj je morao raditi s ograničenim sredstvima pri oblikovanju specijalnih efekata. Čudovište je dizjanirao Chin Wei-chen, modeliranje je izvršeno u poduzeću Weta Workshop iz Novog Zelanda a animatronika u John Coxovom creature Workshop. Kompjutersku animaciju izvelo je poduzeće Orphanage (koje je također izvršilo i specijalne efekte u filmu „Dan nakon sutra“). Redatelj Bong je htio da čudovište izgleda kao mutirana riba koja bi mogla trčati i izvoditi akrobatske pokrete. Ideju o tome da čudovište ispljune svoj plijen i tek ga kasnije probavi dobio je gledajući dokumentarce o pelikanima i zmijama.
19. lipnja 2007. objavljeno je da se očekuje nastavak filma za 2008. godinu s budžetom od 10.7 milijuna $, no da je redatelj i originalni autor Joon-ho Bong odbio režirati ga pošto planira neki drugi film.

## Kritike
Kritičari su većinom hvalili film, ističući kako je Bong režirao film inventivno, svježe i originalno, dok je samo manjina bila nezadovoljna i prigovarala da se samo radi o tankom filmu s bučnim specijalnim efektima. Među onima kojima se film nije svidio je bio David Nusair koji je zdvojno komentirao: „Redatelj Bong Joon-ho uništava priču pretjeranim i predugim trajanjem i neopravdanim (i nepotrebnim) težištem na političko grananje postojanja čudovišta“. S druge strane, oduševljeni Kevin Courrier je u svojoj pohvalnoj recenziji napisao; „Ono što počinje kao humorna, lukava počast filmovima o čudovištima iz 50-ih kao što su „Biće iz crne lagune“ i „Godzilla“ ubrzo postane iznenađujuče potresna drama o obiteljskoj časti i lojalnosti. Redatelj Bong također u priču ujtelovljuje snalažljivu (i sardoničnu) političku alegoriju o ekološkom uništenju...“Domaćin“ se razvije u rijetku vrstu horor filma koji postane neutješno pronicljiv“.
Bill Chambers je utvrdio: „Usporedbe sa Spielbergovim filmovima „Ralje“, „Jurski park“ i posebno „Rat svjetova“ su neizbježne, no homage koji me najviše dojmio je krupni plan Kang-duove mlade kćerke Hyun-seo, čije lice puno blata na neki način podsjeća na Kwaidanov Hoichi the Earless. To nagoviještava da redatelj Bong Joon-ho neće, za razliku od kasnog Spielberga, upasti u sentimentalnost“. Trevor Johnston je utvrdio: „Film o mutiranom čudovištu za gledatelje koji razmišljaju. Koliko takvih filmova ste nedavno vidjeli?“ Dean Šoša, kritičar Nacionala, zapisao je: "Mnogi koje je korejski majstor Joon-ho Bong osvojio remek-djelom “Sjećanje na umorstvo“ nisu bili baš najoduševljeniji njegovim trećim filmom, fantastičnim akcijskim trilerom “Domaćin“. “Domaćin“ uistinu ne doseže razinu “Sjećanja...“, no začudna Bongova kombinacija najrazličitijih žanrova, stilova i motivacija imponira virtuoznom režijom, bizarnim humorom i raskošnom vizualnom kulturom i toliko prodrmava ustaljena očekivanja goleme većine gledatelja da je itekako vrijedi preporučiti svim pravim filmofilima. Suptilno izražen politički podtekst “Sjećanja na umorstvo“, o državi koja je pravi ubojica, naizgled nije baš najsretnije izvučen u prednji plan “Domaćina“, no kako od svih žanrova film ipak najviše naginje besramnoj komediji, čak i taj Bongov potez djeluje šarmantno".

## Vanjske poveznice
- Domaćin u internetskoj bazi filmova IMDb-a
- Recenzije na Rottentomatoes.com
- Loveasianfilm.com  Arhivirana inačica izvorne stranice od 4. veljače 2007. (Wayback Machine)
- Intervju s redateljem Bongom
- Članak o filmu
- Službeni američki site filma